# سگیزینچی مارت (شهرستان نارین)
سگیزینچی مارت (به لاتین: Segizinchi Mart) یک منطقهٔ مسکونی در قرقیزستان است که در شهرستان نارین واقع شده‌است. سگیزینچی مارت ۲٬۱۴۵ نفر جمعیت دارد.